# Tulîholovî, Horodok
Tulîholovî (în ucraineană Тулиголови) este o comună în raionul Horodok, regiunea Liov, Ucraina, formată numai din satul de reședință.

## Demografie
Componența lingvistică a comunei Tulîholovî
     Ucraineană (99,69%)
     Alte limbi (0,31%)
Conform recensământului din 2001, majoritatea populației comunei Tulîholovî era vorbitoare de ucraineană (99,69%), existând în minoritate și vorbitori de alte limbi.